# William J. Press
William John Press (Bermondsey, 29 gennaio 1881 – ...) è stato un lottatore britannico, specializzato nella lotta libera.

## Palmarès

### Olimpiadi
- Argento a Londra 1908 nei pesi gallo.